# Prins van Viana

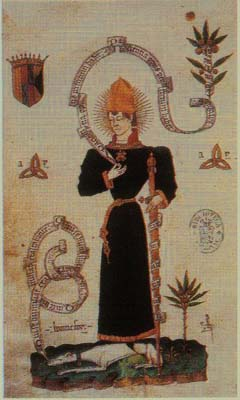
Karel van Viana (1421-1461)

Prins van Viana (Spaans: Príncipe de Viana, Frans Prince de Viane) was de titel, die de erfgenaam van het koninkrijk Navarra droeg.
Het werd door koning Karel III van Navarra voor zijn zoon Karel (1397–1402) in het leven geroepen. Dit was een reactie op de merkbare trend in West-Europa, om de erfgenaam een vaste titel met bijbehorende inkomsten te verschaffen. Voorbeelden daarvan zijn: de prins van Wales, de Dauphin, de prins van Asturië en Girona (deze twee laatsten vormen samen met de titel van prins van Viana intussen de titel voor de huidige Spaanse erfgenaam).

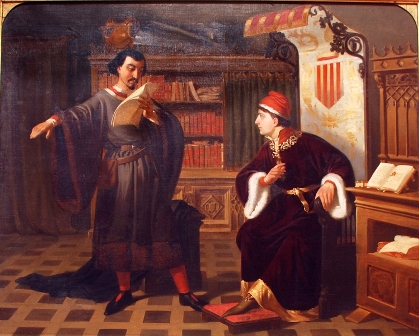
Ausias March i el príncep de Viana (Ausias March en de prins van Viana) (werk van Agustí Rigalt Cortiella, 1852)

Een document van 20 januari 1423 stelt het prinsdom Viana van Karel van Viana als volgt samen: Viana, Laguardia, San Vicente de la Sonsierra, Bernedo, Aguilar, Uxenevilla, Lapoblación, San Pedro, Cabredo, het dal van Campezo alsook de burchten van Marañón, Toro, Ferrera en Buradón.
Na de verovering van Navarra door Ferdinand de Katholieke aan het begin van de 16e eeuw werd de titel Príncipe de Viana met de kroon verenigd. De huidige titeldraagster is Leonor van Spanje, de Spaanse kroonprinses. Daarenboven werd bij gelegenheid de Franse kroonprins, de Dauphin, als Prince de Viana aangeduid in navolging van de titel van de koning als koning van Frankrijk en Navarra.
De bekendste prinsen van Viana zijn begrijpelijk diegene, die nooit koning van Navarra zijn geworden:
- Karel van Navarra (1397–1402) en Lodewijk van Navarra (1402–1402), prinsen van Viana, zonen en erfgenamen van Karel III (huis Évreux)
- Karel van Viana (1421–1461), prins van Viana, zoon en erfgenaam van Blanca I van Navarra en Johan II van Aragón
- Gaston de Foix (1440–1470), prins van Viana, zoon en erfgenaam van Eleonora I van Navarra en Gaston IV van Foix (huis Grailly).

## Referentie
- Dit artikel of een eerdere versie ervan is een (gedeeltelijke) vertaling van het artikel Fürst von Viana op de Duitstalige Wikipedia, dat onder de licentie Creative Commons Naamsvermelding/Gelijk delen valt. Zie de bewerkingsgeschiedenis aldaar.
- art. Viana (Principada de), in J. Yanguas y Miranda, Diccionario de antigüedades del reino de Navarra, III, Pamplona, 1840, pp. 485-486.